# Благий намір
«Благий намір» (англ. In a Good Cause—) — науково-фантастичне оповідання американського письменника Айзека Азімова, вперше надруковано у 1951 році. Увійшло до збірки «Прихід ночі та інші історії» (Nightfall and Other Stories) (1969).

## Сюжет
Історія починається описом статуї Річарда Альтмеєра на території офісу організації Об'єднаних світів. На статуї викарбувана його цитата і три дати, коли він був заарештований за свої переконання. Перша дата — 2755 рік «атомної ери» (по Азімову це відповідає 4700 рокові н. е.).
Земляни Альтмеєр і його друг Джефрі Сток займають протилежні позиції, після того як їх покликано на військову службу для війни між людськими зоряними системами. Сток охоче погоджується на військову службу, а Альтмеєр протестує, вважаючи, що різні міжзоряні колонії людства повинні об'єднатися проти раси Diaboli, розумної бикоподібної раси, яка займає більшість планетарних систем в Галактиці.
За 45-річний період Сток досягає високого військового звання, а потім і політичної посади, в той час як Альтмеєр знаходиться в ув'язненні і утримується під домашнім арештом за його радикальний ідеалізм. Він започатковує політичні партії та рухи протесту, жоден з яких не в змозі досягти своїх цілей, що об'єднує людство.
Врешті, бажання Альтмеєра про об'єднання людства здійснюється після переможної війни проти Diaboli. Сток пояснює Альтмеєру, що ця єдність була реалізована тільки за допомогою політичних та військових маніпуляцій Стока, а не ідеалістичних дій Альтмеєра. Сток пропонує Альтмеєру бути одним з делегатів від Землі до мирної конференції, і розуміє, що історія не запише його власну участь в об'єднанні людства, але замість цього буде паплюжити його як жорстокого і короткозорого політика.